# Iglesia de Nuestra Señora de Fátima (Huancayo)
La Iglesia de Nuestra Señora de Fátima o Capilla de Santa Teresita es un templo católico ubicado en el Distrito de El Tambo, regentado actualmente por la Arquidiócesis de Huancayo.

## Ubicación en la Ciudad
La Iglesia de Nuestra Señora de Fátima, está situada en el cruce de la tercera cuadra de la Avenida Mariscal Castilla (Calle Real) con la séptima cuadra del Jr. Dos de Mayo, en el distrito de El Tambo, Huancayo.

## Descripción del exterior y determinación de su estilo
La fachada de esta Iglesia es de estilo neoclásico. Un rítmico almohadillado recubre sus muros (de manera muy similar a la Iglesia de San Francisco de Lima), y tiene detalles labrados de un color rojizo ladrillo, coronando el conjunto se alza una Cruz hecha de concreto; junto a esta se ve una especie de espadaña con una pequeña cruz de acero. Cuenta con una sola puerta sobre la cual se encuentra un ventanal con el rostro de Santa Teresa de Lisieux, patrona del templo, a ambos lados de este se hallan dos faroles.
El techo es de dos aguas, muy sencillo, pues no cuenta con bóvedas y mantiene una sola nave. Tiene por ambos lados, un conjunto de vitrales con la forma de una cruz, siendo los que más resaltan, los del lado derecho.
Junto al pequeño templo se encuentra el Despacho Parroquial, donde se realizan contratos y organizan las actividades parroquiales.

## Descripción del Interior
Su interior es bastante sobrio, presenta una sola nave con el techo curvo. No cuenta con retablos, por ello sus imágenes están colocadas en unos pequeños altares de un estilo gótico tallados en madera; en los cuales se encuentran San Martín de Porres, Santa Rosa de Lima, Sagrado Corazón de Jesús, San Judas Tadeo y San Antonio de Padua. El Altar Mayor es muy sencillo, lo preside una imagen de Nuestra Señora de Fátima con los tres pastorcitos, detrás, 12 estrellas rodeando a la Virgen. Junto a la mesa de mármol, un crucifijo apoyado en una pequeña columna. También se venera a un Cristo Crucificado, conocido como el "Señor de la Exaltación" y a Nuestra Señora de los Dolores, ambas imágenes datan de la colonia (siglo XVIII).
También cuenta con un coro muy pequeño, en el que se ejecutan las piezas musicales para las celebraciones litúrgicas.

## Historia
En el año de 1951, Mons. Daniel Figueroa Villón, Arzobispo de Huancayo, creó la Capilla de El Tambo, bajo el nombre de Santa Teresita que se ubica en la Calle Real y Dos de Mayo, está capilla fue donada por los hermanos Carlos y Esther Garay Giraldez, en honor a su madre Teresa Giraldez, esposa de Don Luís Garay, por este motivo la Capilla tiene por nombre "Santa Teresita de Lisieux", Patrona de las Misiones.
En el año 2000, a solicitud de Mons Moisés Ramos pasó a ser la parroquia “Nuestra Señora de Fátima” invitando a Don Luís Vásquez Garay Meza y Alfredo Vásquez Garay Meza como representantes de los hermanos Garay para la ceremonia.